# Hyraczia Petikian
Hyraczia Petikian (orm. Հրաչյա Պէտիկյան, ur. 23 stycznia 1960 w Erywaniu) – ormiański strzelec sportowy. W barwach Wspólnoty Niepodległych Państw złoty medalista olimpijski z Barcelony.
Specjalizował się strzelaniu karabinowym. Zawody w 1992 były jego drugimi igrzyskami olimpijskimi, debiutował w 1988 jako reprezentant ZSRR. W 1990 był medalistą mistrzostw świata. M.in. zdobył brąz indywidualnie w trzech postawach, w drużynie sięgnął po złoto. W 1992 triumfował w strzelaniu z trzech pozycji, na dystansie 50 metrów. Jako reprezentant Armenii brał udział w igrzyskach w 1996 i 2000.